# Theresa (Nova York)
Theresa és una població dels Estats Units a l'estat de Nova York. Segons el cens del 2000 tenia 812 habitants.

## Demografia
Segons el cens del 2000, Theresa tenia 812 habitants, 308 habitatges, i 211 famílies. La densitat de població era de 248,8 habitants per km².
Dels 308 habitatges en un 33,4% hi vivien nens de menys de 18 anys, en un 53,9% hi vivien parelles casades, en un 8,8% dones solteres, i en un 31,2% no eren unitats familiars. En el 24% dels habitatges hi vivien persones soles el 7,1% de les quals corresponia a persones de 65 anys o més que vivien soles. El nombre mitjà de persones vivint en cada habitatge era de 2,64 i el nombre mitjà de persones que vivien en cada família era de 3,12.
Per edats la població es repartia de la següent manera: un 28,8% tenia menys de 18 anys, un 7,3% entre 18 i 24, un 30,2% entre 25 i 44, un 23,8% de 45 a 60 i un 10% 65 anys o més.
L'edat mediana era de 35 anys. Per cada 100 dones de 18 o més anys hi havia 104,2 homes.
La renda mediana per habitatge era de 38.125 $ i la renda mediana per família de 44.545 $. Els homes tenien una renda mediana de 32.344 $ mentre que les dones 22.250 $. La renda per capita de la població era de 18.608 $. Entorn de l'11,9% de les famílies i el 14,3% de la població estaven per davall del llindar de pobresa.